# Newcastelia
Newcastelia là một chi thực vật có hoa trong họ Hoa môi (Lamiaceae).

## Loài
Chi Newcastelia gồm các loài: